# دهستان حومه (بروجن)
دهستان حومه نام دهستانی در بخش مرکزی شهرستان بروجن، استان چهارمحال و بختیاری در ایران است. براساس سرشماری مرکز آمار ایران در سال ۱۳۸۵، جمعیت آن ۱۰۲۳۰ نفر (۲۵۰۵ خانوار) بوده‌است.